# 22 f.Kr.
| 22 f.Kr.           |
| ------------------ |
| Dødsfald - Fødsler |